# Chimarra minima
Chimarra minima är en nattsländeart som beskrevs av Georg Ulmer 1907. Chimarra minima ingår i släktet Chimarra och familjen stengömmenattsländor. Inga underarter finns listade i Catalogue of Life.